# 卢方
盧方，《七俠五義》中的角色，字不詳，在陷空島五鼠中排行老大。外表高大魁梧、有著長鬚。個性莊重、行事謹慎，比起其他四人也相對較為明理，重視手足之情，當結義兄弟犯錯時，盧方常代為道歉。
於《小五義》一書也登場。

## 演員
- 包青天 (1974年電視劇)：左右
- 包青天 (1993年電視劇)：張國柱
- 七俠五義 (1994年電視劇)：林在培
- 老鼠愛上貓：謝加起
- 包青天 (2009年電視劇)：張昕
- 包青天之七俠五義：王文彥 飾 陳欣 配音

## 外部連結
- 《「五鼠鬧東京」故事研究》（页面存档备份，存于）
- 《三俠五義》人物形象研究